# Perfect Citizen
Perfect Citizen est un programme de la National Security Agency (NSA) destiné à évaluer les vulnérabilités des infrastructures essentielles aux États-Unis. La NSA a officiellement annoncé son existence en tant que système implanté dans un réseau de surveillance appelé « Einstein », et destiné à détecter des cyberattaques contre des réseaux informatiques essentiels au maintien des infrastructures, qu'ils soient utilisés dans les secteurs public ou privé,. Il est subventionné par le Comprehensive National Cybersecurity Initiative et succède à un autre programme de surveillance appelé « April Strawberry ». 
En date de juillet 2010, ce projet est en développement, mais les responsables de la NSA auraient demandé que les responsables des services publics coopèrent. La participation est volontaire, mais le gouvernement fédéral américain a offert des incitatifs, tels que des contrats conditionnels, à ceux qui participent,. Raytheon a obtenu un contrat pouvant aller jusqu'à 100 millions USD pour les étapes préliminaires du projet.
Ce programme, vu par certains comme semblable à Big Brother, a généré différentes critiques à propos du droit à la vie privée ainsi que sur la capacité du gouvernement fédéral américain d'intervenir dans la conduite des affaires des sociétés,.